# Eschede
Eschede – gmina samodzielna (niem. Einheitsgemeinde) w Niemczech, w kraju związkowym Dolna Saksonia, w powiecie Celle. Do 31 grudnia 2013 gmina, siedziba gminy zbiorowej Eschede.

## Historia
3 czerwca 1998 w Eschede miała miejsce katastrofa kolejowa, w której zginęło 101 osób.
1 stycznia 2014 do gminy przyłączono trzy gminy: Habighorst, Höfer oraz Scharnhorst, które stały się jej dzielnicami.